# Королева мурах
Мурашина королева — це головна репродуктивна особина в мурашиній колонії, самиця, здатна відкладати яйця протягом усього свого життя. Її основні функції: створення та підтримка чисельності та стабільності колонії. Зовні королева значно більша за робочих мурах, має потужнішу грудну клітку і на ранньому етапі життя — крила, які втрачає після шлюбного польоту.

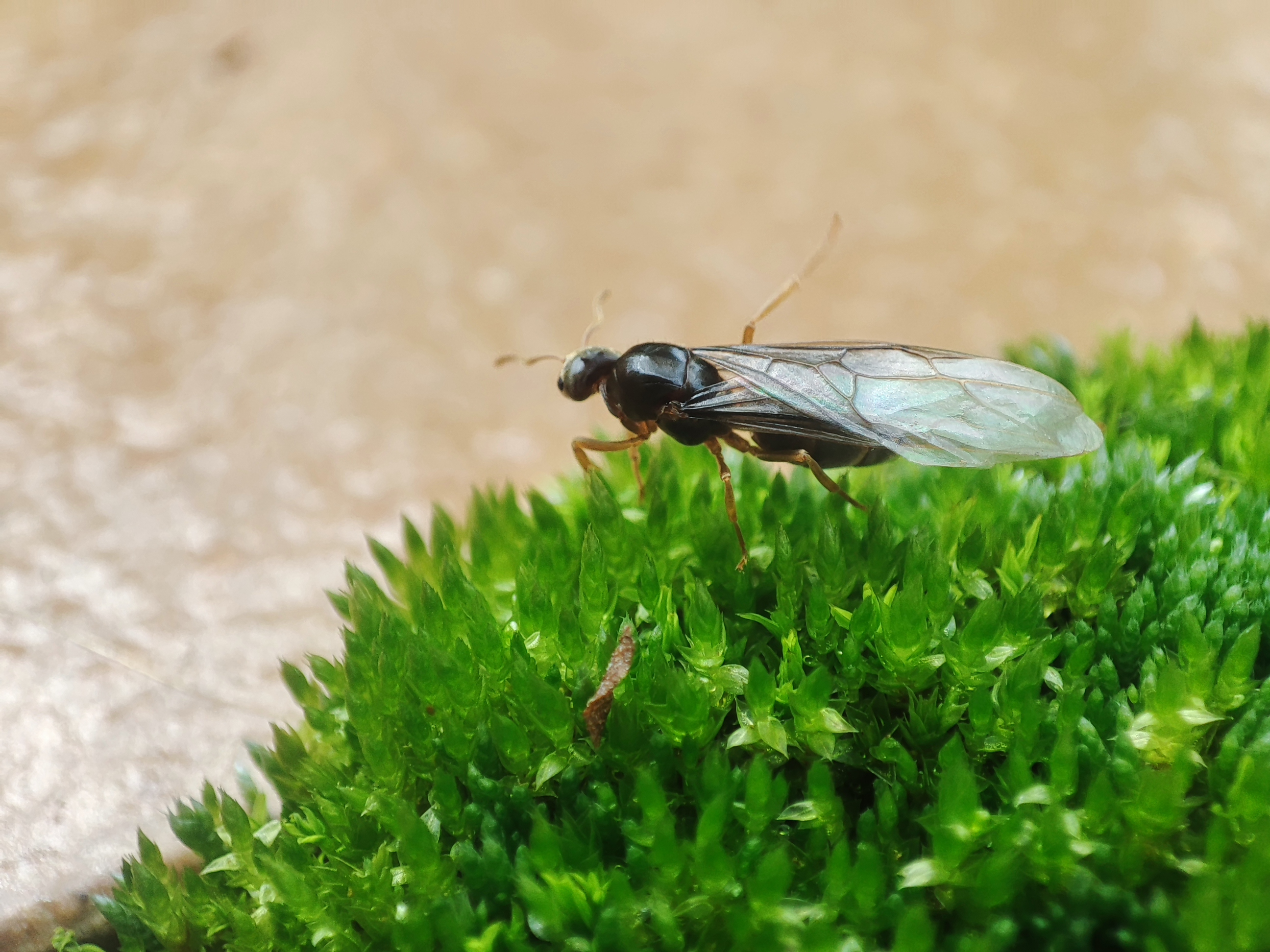
Королева мурах після шлюбного польоту в Баварії. Автор: VIKTORIIA380, ліцензія [https://creativecommons.org/licenses/by/4.0/ CC BY 4.0

## Вступ
У залежності від виду, у мурашнику може бути одна королева (моногінія) або декілька (полігінія). Під час сезону розмноження молоді самиці — потенційні королеви — покидають колонію разом із самцями у шлюбному польоті. Після спаровування самці гинуть, а запліднені самиці шукають відповідне місце для заснування нової колонії. За спириятливих умов, молода самка стає засновницею нового мурашника, перетворюючись на королеву.

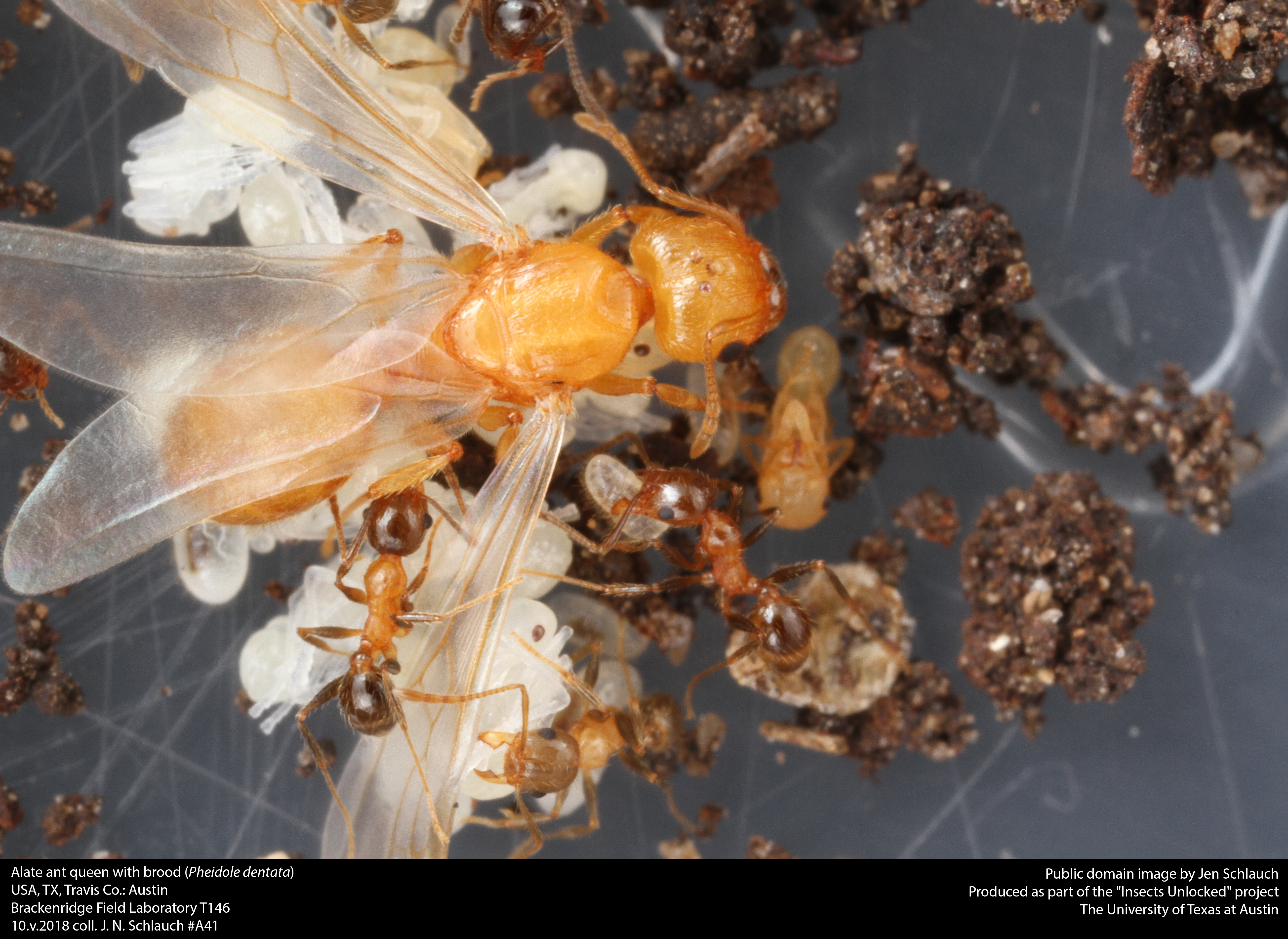
Королева мурахи Pheidole dentata з потомством

Окрім королеви, у колонії існують інші касти самиць — передусім стерильні робочі мурахи, що не розмножуються, але виконують важливі функції: доглядають за потомством, збирають їжу, будують і охороняють мурашник. Такий складний соціальний устрій, поділ на касти та чітка координація дій є характерною ознакою еусоціальних комах.
Королева — не "керівник" у звичному розумінні, але її наявність, феромони та репродуктивна активність є вирішальними для існування і тривалості життя мурашиної спільноти.
Термін мурашина королева “queen ant” (лат. gyne, тобто самка репродуктивна) з’явився ще в середини XVIII ст. – у роботах натуралістів, таких як Вільям Гулд (William Gould). У 1747 році він опублікував першу систематичну працю про англійських мурах — "An Account of English Ants", де описує “queen ant” як самку, що відкладає яйця.

## Історія дослідження
Науковий інтерес до королеви мурах бере початок ще з XVIII століття. Одним із перших натуралістів, хто систематично досліджував соціальну організацію мурах, був Шарль Бонне, який у 1745 році вперше припустив, що «велика мураха з крилами» є репродуктивною самкою колонії . У XIX столітті Жан-Анрі Фабр у своїх натуралістичних спостереженнях описував поведінку королеви під час шлюбного польоту, заснування гнізда та взаємодії з робочими мурахами .
У XX столітті фундаментальні дослідження Вільяма Мортон Вілера (W. M. Wheeler) заклали основи наукової етології мурах, а праці Берта Гьольдоблера та Едварда Вілсона стали визначальними у сучасному розумінні соціальної поведінки мурах і ролі королеви в ній  .

## Методи дослідження
Дослідження королеви мурах охоплює низку методів, що поєднують польові спостереження, лабораторні експерименти, морфологічний аналіз, хімічні дослідження та молекулярну біологію.
Польові спостереження включають моніторинг колоній у природному середовищі, аналіз шлюбного польоту, міграції та формування нових гнізд. Такі дослідження дозволяють описати поведінкові патерни, роль королеви у різних фазах колонії та взаємодію з іншими кастами .
Лабораторні експерименти дають змогу контролювати змінні умови — наприклад, вивчати вплив феромонів королеви на репродуктивну активність робочих особин або досліджувати життєвий цикл у штучному гнізді .
Морфологічний аналіз проводиться за допомогою оптичної та електронної мікроскопії. Він дозволяє вивчати відмінності в будові тіла між королевами, робочими та самцями, а також виявляти внутрішні анатомічні особливості, пов’язані з репродуктивною функцією (наприклад, розвиток яєчників або будову спермотеки) .
Хімічні методи (газова хроматографія, мас-спектрометрія) використовуються для ідентифікації феромонів, якими королева регулює поведінку колонії, а також для аналізу поверхневих гідрокарбонатів, пов’язаних із розпізнаванням «своїх» особин  .
Молекулярно-генетичні методи, такі як секвенування ДНК, генетичне маркування, аналіз експресії генів, дають змогу досліджувати походження особин, механізми кастової диференціації, а також епігенетичні процеси, що визначають, чи стане самиця королевою чи робочою .
Сучасна наука активно використовує експериментальні колонії, автоматизоване відеоспостереження, мікрочіпи для відстеження особин та обчислювальне моделювання для аналізу динаміки колонії та поведінкових сценаріїв.

## Біологічна роль
Основна й унікальна функція королеви — це розмноження. Саме вона забезпечує постійне поповнення колонії новими мурахами, відкладаючи величезну кількість яєць — від кількох сотень до десятків тисяч щодня, залежно від виду, віку та стадії розвитку колонії . У деяких видів, наприклад, Solenopsis invicta (вогняна мураха) або Atta sexdens (листорізальна мураха), королева за життя може відкласти від 1 до 5 мільйонів яєць  . У колоніях Atta, де королева може жити понад 10 років, річна продуктивність сягала 150 000–300 000 яєць.
Запліднення відбувається під час шлюбного польоту, коли майбутня королева спаровується з одним або кількома самцями у повітрі. Після цього вона зберігає сперму у спеціальному органі — спермотеці, — яка дозволяє їй запліднювати яйця впродовж багатьох років, іноді протягом усього життя, яке може тривати понад 10–20 років.
Королева здатна регулювати, чи буде яйце заплідненим чи ні. Запліднені яйця розвиваються у самиць (переважно робочих мурах), а незапліднені — у самців. Таким чином, вона контролює статевий склад популяції. У деяких видів, за потреби, колонія може вирощувати нову королеву з заплідненого яйця шляхом особливого догляду — збільшеного харчування і гормонального впливу.
Активність королеви може змінюватися залежно від пори року, стану колонії та зовнішніх умов. У період спокою або в старих колоніях темп яйцекладки зменшується. Проте в періоди росту або після загибелі інших королев (у полігінних колоніях) активність може зростати.

## Соціальна структура, феромони та контроль
Королева мурах виконує не лише репродуктивну функцію, а й слугує джерелом хімічної інформації для всієї колонії. Вона виробляє спеціалізовані феромони  — сигнальні речовини, що передаються робочим і регулюють поведінку, соціальну ієрархію та фізіологічні процеси. Ці феромони або виключно продукуються королевою, або продукуються у значно вищих концентраціях, ніж у робочих.
Продукція феромонів королеви тісно пов’язана з її фертильністю. Наприклад, у дослідженнях  було показано, що у Solenopsis invicta робочі мурахи надають перевагу фізогастричним (плідним) королевам з більшою вагою, які, імовірно, продукують більшу кількість феромонів. Навіть після смерті таких королев їхні тіла продовжують пригнічувати репродуктивний розвиток інших самиць . Такий ефект може діяти на інших репродуктивних особин — додавання живих королев або їх трупів знижує фертильність усіх королев у полігінних колоніях .
Хімічна природа феромонів королеви у мурах варіюється між видами. У Lasius niger виявлено сполуку 3-метилгентріаконтан (3-MeC31), яка пригнічує яйцекладку у робочих особин  . Цей вуглеводень діє як "праймерний" феромон — він змінює фізіологію робочих, зокрема пригнічує розвиток яєчників. У Monomorium pharaonis феромональна дія пов’язана з яйцями: репродуктивні королеви продукують дитерпен неоцембрен, який гальмує розвиток статевих особин і водночас викликає приваблення робочих .
У багатьох видів феромони також передаються через кутикулу — наприклад, у Camponotus floridanus робочі здатні відрізняти яйця за хімічним складом їх поверхні. Додавання феромонів королеви до яєць, відкладених робочими, знижувало ймовірність їх знищення  . Це свідчить про те, що яйця слугують агентами передачі феромональних сигналів.
Незважаючи на значний прогрес у вивченні феромонів у медоносних бджіл, хімічний склад феромонів королеви у мурах все ще відомий лише для обмеженої кількості видів. Частково це зумовлено їх мультикомпонентною природою: іноді для повного ефекту необхідна синергічна дія кількох речовин, а в окремих випадках — одна речовина виконує кілька функцій, інгібує розмноження, і водночас спонукає робочих особин доглядати королеву  .

## Спарювання та розмноження

### Шлюбний політ

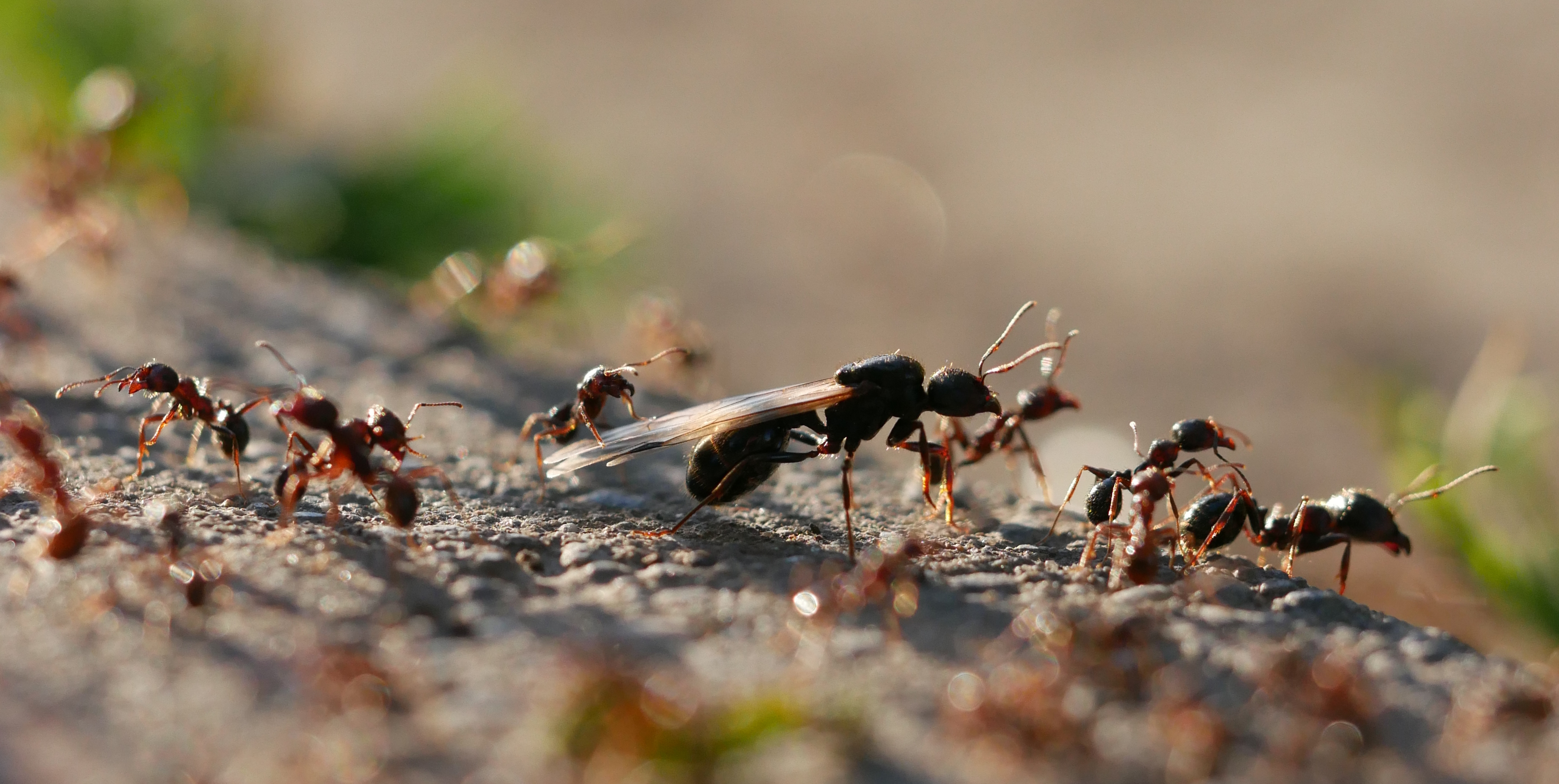
Королева Messor muticus готується до польоту

Шлюбний політ  (також відомий як нупціальний політ) є важливою фазою в життєвому циклі королеви мурах і основним механізмом формування нових колоній. Цей періодичний феномен зазвичай відбувається в теплу пору року після дощу, коли кліматичні умови сприяють успішному розмноженню та розселенню особин .
У шлюбному польоті беруть участь крилаті самки (майбутні королеви) та самці, які вилітають із гнізда масово — до кількох тисяч особин одночасно. Наприклад, у Lasius niger чисельність крилатих самок під час шлюбного вильоту може досягати до 1 500, а самців — понад 2 000 із одного гнізда .
Повітряне спарювання відбувається в польоті на певній висоті, де самці запліднюють самок. Після цього самці швидко гинуть — протягом кількох годин або днів, оскільки вони виконали свою єдину біологічну функцію — запліднення самки. Крім того, у них відсутні ротові органи для живлення, і їхній метаболізм не пристосований до тривалого існування. Вони часто загибають у повітрі або від виснаження на землі .
Запліднені самки опускаються на землю, скидають або відгризають свої крила й шукають місце для заснування нової колонії .
Під час спарювання королева накопичує сперму у спеціальному органі — спермотеці. Отриманої дози сперми зазвичай достатньо на все життя, яке може тривати від кількох років до понад двох десятиліть залежно від виду . 
У різних видів мурах механізми синхронізації шлюбного польоту варіюються. Часто окремі колонії в регіоні координають польоти за допомогою хімічних, температурних або світлових сигналів, що дозволяє підвищити ймовірність кросспарування та генетичної різноманітності популяції .
Отже, шлюбний політ є одним із головних моментів, коли королева переходить від крилатої форми до осілої. 

## Життєвий цикл
Життєвий цикл королеви мурах відзначається тривалістю, яка значно перевищує тривалість життя робочих мурах або самців. Тривалість життя королеви може сягати від кількох років до понад двох десятиліть, залежно від виду . 

Життєвий цикл мурах (Ant life cycle). Джерело: Wikimedia Commons

#### 1.Яйце
Королева розвивається з диплоїдного яйця, яке відкладається іншою королевою. Яйце має мікроскопічні розміри та захищене клейкою оболонкою, що дозволяє прикріплювати його до поверхонь у гнізді. На цьому етапі ще не визначена майбутня каста личинки.

#### 2.Личинка
Після вилуплення з яйця мураха перебуває в стадії аподної личинки, що не має кінцівок і є повністю залежною від догляду з боку робочих особин. Харчування (у т.ч. з високим вмістом білка) та присутність особливих феромонів визначають, чи стане личинка королевою, робочою мурахою або солдатом .

#### 3.Лялечка
Після завершення росту личинка переходить до стадії лялечки — нерухомої форми, у якій відбувається повна метаморфоза. У багатьох видів лялечки відкриті, без кокону. Формується повноцінна репродуктивна система — оваріоли, спермотека, жовтимкові залози. Також розвиваються великі польотні м’язи в мезосомі та очі з ocelli, що дозволяє орієнтуватися під час шлюбного польоту.

#### 4.Імаго(крилата самка)
Після виходу з лялечки самка є імагінальною, статевозрілою особиною — крилатою самкою. Вона залишається в колонії доти, доки не настане шлюбний політ. На цьому етапі вона не виконує функцій робочої мурахи, а готується до розмноження.  На цьому етапі вона не виконує функцій робочої мурахи, а готується до розмноження. Після народження молода самка залишається у гнізді до настання відповідних погодних умов, накопичує поживні речовини й чекає феромонального сигналу від колонії, який запускає синхронний вильот .

#### 5. Шлюбний політ
Під час сприятливих погодних умов крилаті самки вилітають з гнізда разом із самцями. У повітрі відбувається спарювання. Після запліднення самці гинуть, а самки приземляються, скидають крила та шукають місце для заснування колонії .

#### 6. Заснування колонії
Молода королева викопує невелику камеру у ґрунті або ховається у тріщині. Протягом перших тижнів вона не живиться ззовні, а використовує внутрішні резерви (включно з білками розчинених м’язів крил). У новоствореному гнізді вона відкладає перші яйця та повністю зосереджується на репродуктивній функції, втрачаючи потребу в пересуванні чи захисті — ці функції переймають робочі мурахи, щойно з’являються перші покоління потомства. 

#### 7. Репродуктивна активність
Після появи першого покоління робочих особин, королева повністю зосереджується на відкладанні яєць. Робочі доглядають за нею, приносять їжу та захищають гніздо. Збережена у спермотеці сперма використовується протягом багатьох років, забезпечуючи стабільну популяцію . Від заплідненого яйця розвивається диплоїдна особина (робоча мураха або нова королева), тоді як незапліднене яйце дає початок гаплоїдному самцю. Такий механізм дозволяє регулювати статеве співвідношення у колонії відповідно до її потреб . 

#### 8. Старіння і смерть
З віком знижується продуктивність королеви, змінюється склад феромонів і здатність до регуляції поведінки робочих. У полігінних колоніях стара королева може бути витіснена або вбита іншими. У моногінних — смерть королеви призводить до занепаду колонії, якщо не відбудеться заміщення .

## Анатомічні особливості
Королеви — найбільші члени колонії, мають значно більші розміри й масу, що дозволяє їм розвивати складну репродуктивну систему, включно зі спермотекою й численними оваріолами. Робочі, натомість, мають редуковану репродуктивну систему або її відсутність .
Королеви народжуються з двома парами крил; їхня мезосома сильно збільшена (T2/T3), в ній розміщені потужні польотові мускули.
Після шлюбного польоту королеви обривають крила, і їхні польоти перестають бути функціональними — м’язи використовуються для харчування або деградації.
У робочих T1 (передгрудина) розвинутий – це забезпечує потужні шийні та ножні м’язи; у королев T1 зменшений, тоді як T2/T3 великий для польоту.
Робочі мають гіпертрофовані м’язи Ivlm5, Idvm5 та зовнішні трохантерні м’язи (Iscm6 тощо) — ключові для підйому й носіння вантажів; у королев ці м’язи в багато разів менш виражені . 
Королеви мають добре розвинені фасеткові очі та три простих ocelli, що важливо для орієнтації під час польоту.
Вусики, як правило, довші за рахунок їхнього участі у сприйнятті хімічних сигналів.
Черевце (гастр) королев містить розвинутий яйцепровід, багато оваріолів, жовтимкові залози та спермотеку для довготривалого зберігання сперми (до кількох років).
Робочі мають редуковану репродуктивну інфраструктуру або лише стерильний набір репродуктивних органів.
У рудих мурах Polyrhachis laboriosa поперечні зрізи показують, що сегмент T2 заповнений потужними польотними м’язами, тоді як T1 містить лише тонкі шийні м’язи. .
У worker королеви “egg layers” типу ergatoid queens гіпертрофовані лише репродуктивні органи, без крил, що відображає їхню еволюційну адаптацію до збереження ефективності розмноження. 
Королеви мурах адаптовані до розмноження та шлюбного польоту: мають розвинену мезосому з польотовими м’язами, великі очі, вусики та потужні репродуктивні органи з довготривалою спермотекою. Натомість робочі мають аномальні анатомічні зміни, пристосовані до фізичної праці: відсутність крил, значно розвинуті шийні, ніжні і трохантерні м’язи, що дозволяє ефективно переносити важкі вантажі та виконувати завдання всередині колонії. Ці відмінності підтверджені багатьма анатомічними дослідженнями і вагомо ілюструють принцип спеціалізації касти в мурах.
Після шлюбного польоту запліднена самка мурахи, яка стане королевою, зберігає сперму самців у спеціалізованому внутрішньому органі — спермотеці (від лат. spermatheca). Це мішкоподібна структура, розташована у черевці, яка виконує функцію довготривалого збереження статевих клітин .
Сперма зберігається в активному, але нерухомому стані й може бути життєздатною впродовж усього життя королеви — у деяких видів це понад 20 років . 
Спермотека має складну мікроструктуру та підтримується рядом залоз, що виділяють поживні речовини та регулюють середовище, необхідне для виживання сперматозоїдів. Дослідження показують, що ферменти та білки в секреті спермотеки можуть пригнічувати активність сперматозоїдів до моменту їх використання . 

### Будова крил

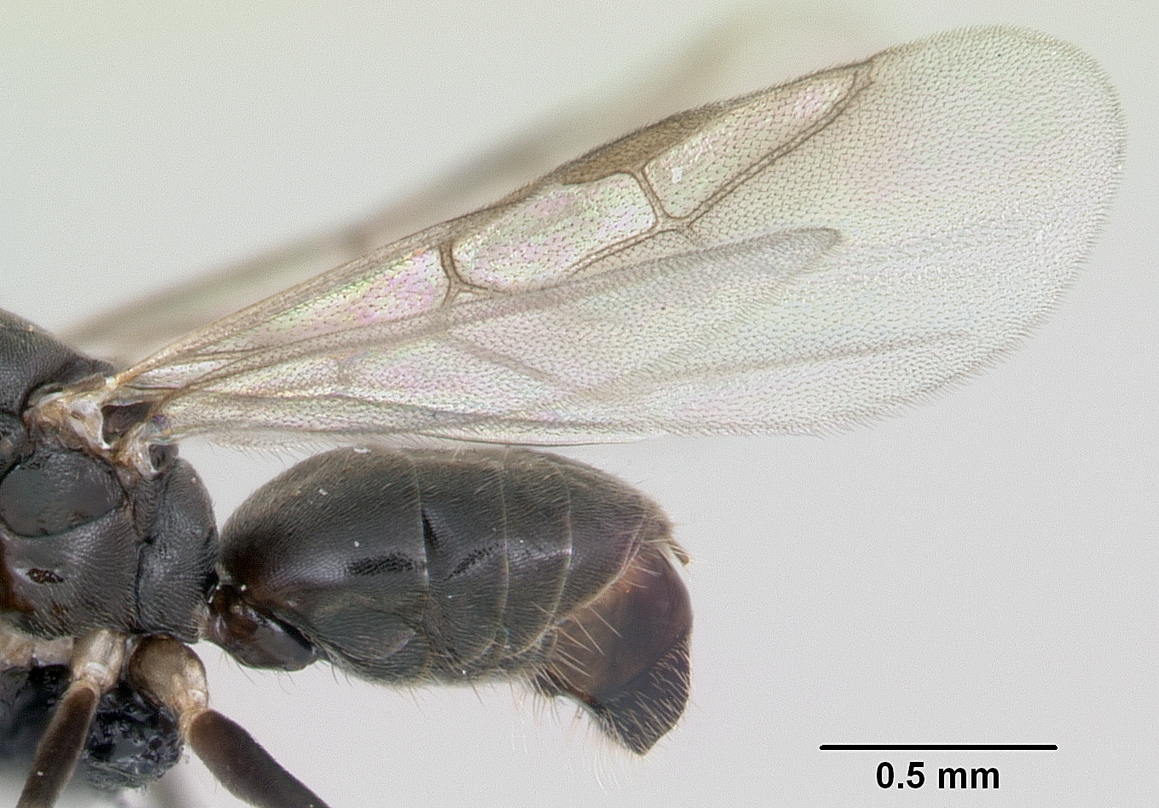
Профіль самки Technomyrmex albipes

Королева мурах (Formicidae) має два пари крил — передні та задні, які відрізняються за розміром та міцністю від крил робочих особин. Крила королеви представлені тонкими хітиновими мембранами, укріпленими жилками, що забезпечують необхідну легкість і структурну жорсткість для ефективного польоту під час шлюбного польоту (nuptial flight. Жилки крил виконують роль механічної підтримки та забезпечують гнучкість крила, що є критичним для маневрування в польоті.
Після завершення шлюбного польоту королева мурах піддається процесу абляції крил — спеціальному відриванню або ламанню крил у зоні їх прикріплення до тіла. Цей феномен є ключовим біологічним механізмом, що позначає перехід від літаючої до осілої стадії життєвого циклу. Втрата крил супроводжується змінами у поведінці та фізіології королеви, зокрема концентрацією на репродуктивній діяльності та формуванні мурашника.
Відпадання крил запобігає механічним пошкодженням під час пересування у вузьких тунелях мурашника та оптимізує будову тіла для землерийної активності. Залишки крил або їх повна відсутність після шлюбного польоту варіюють залежно від виду мурах і можуть мати функціональне значення у соціальній поведінці колонії.

## Види королев
У соціальній організації мурашиних колоній спостерігається значна варіативність у кількості репродуктивних самок — королев. Залежно від виду та екологічних умов колонія може бути або моногінною (із однією королевою), або полігінною (з кількома королевами).
Моногінія є еволюційно більш давньою та типовою для багатьох видів, зокрема для таких родів, як ‘’Lasius’’, ‘’Formica’’, ‘’Solenopsis’’ (в окремих популяціях). У моногінних колоніях одна королева є єдиним джерелом репродуктивного потомства. Така організація часто пов’язана з високим рівнем спорідненості між робочими мурахами, що сприяє стабільності колонії.
Полігінія передбачає наявність двох або більше активних королев у межах однієї колонії. Вона зустрічається в багатьох видах, зокрема у ‘’Formica exsecta’’, ‘’Linepithema humile’’ (аргентинська мураха), ‘’Solenopsis invicta’’ (вогняна мураха). Така форма соціальної організації часто пов'язана зі збільшеною чисельністю колонії, вищою виживаністю та здатністю до агресивної експансії.
Полігінія може мати різні форми:
- первинна полігінія — коли кілька королев засновують колонію спільно (кооперативна основа);

- вторинна полігінія — коли нові королеви приймаються до вже існуючої колонії (часто їхні доньки).

Наявність полігінії впливає на соціальні взаємодії: зменшується спорідненість між робочими особинами, виникають складніші механізми регуляції репродуктивного доступу, частіше трапляється конкуренція між королевами або їхнє спеціалізоване розмежування функцій.
У деяких видів мурах структура колонії може змінюватися з моногінії на полігінію протягом її існування, що пов'язано з етапами розвитку, доступом до ресурсів або змінами в екологічному середовищі.

#### Приклади видів
Моногінні види:
- Lasius niger (чорна садова мураха)
- Formica rufa (рудий лісовий мураха)
- Myrmica rubra (червона мураха — у частини популяцій)

|  |  |

Полігінні види:
- Solenopsis invicta (вогняна мураха)
- Linepithema humile (аргентинська мураха)
- Formica exsecta
- Tapinoma sessile

|  |  |  |

У сімействі Formicidae існує кілька типів королев, що відрізняються за морфологічними та поведінковими особливостями, що відображає адаптації до різних екологічних ніш та способів розмноження.

### Основні (фундаційні) королеви
Цей тип королев характеризується великою кількістю запасів поживних речовин і значними розмірами тіла. Вони здатні самостійно засновувати нову колонію після шлюбного польоту, відкладаючи перші яйця, поки не з’являться робочі мурахи, які візьмуть на себе турботу про розширення гнізда.

### Параморфічні королеви
Деякі види мають партикулярні форми королев, які з’являються як альтернатива основним. Вони можуть бути дрібнішими або мати відмінності у будові крил та репродуктивних органів. Такі королеви можуть виконувати роль резервних або допоміжних репродукторів у колонії.

### Плегматичні королеви (полігінії)
У видах із полігінією в одній колонії співіснує декілька королев. Такі королеви часто мають зменшені крила або повністю їх відсутні, оскільки нові колонії не засновуються шлюбним польотом, а утворюються шляхом розподілу чи розселення частини колонії.

### Королеви-самки (апоміктичні королеви)
У деяких видів королеви можуть розмножуватися без запліднення (партеногенезом), що є адаптацією до специфічних екологічних умов. Цей тип королев зустрічається у деяких тропічних мурах і забезпечує швидке відновлення колонії.

## Соціальна структура колонії
Колонія мурах являє собою складну соціальну систему, що складається з різних каст, кожна з яких виконує специфічні функції, що забезпечують життєздатність і успішне функціонування мурашника.

### Взаємодія з іншими кастами мурах
Королева займає центральне положення в колонії, виконуючи репродуктивну функцію. Вона взаємодіє з робочими мурахами, які забезпечують догляд за нею, годування, чистоту та захист. Робочі мурахи також відповідальні за будівництво та підтримку гнізда, пошук їжі і виховання потомства. Солдати, якщо вони присутні в даному виді, виконують функцію захисту колонії від хижаків та конкурентів. Взаємодія між кастами регулюється хімічними сигналами (феромонами), які підтримують соціальну організацію і координують діяльність усіх членів колонії.

### Ієрархія та контроль
Ієрархічна структура колонії визначається домінуванням королеви, яка контролює репродуктивну активність інших особин через виділення специфічних феромонів, які пригнічують розвиток яєць у робочих мурах. Цей хімічний контроль запобігає конкуренції за репродуктивні ресурси та підтримує стабільність колонії. Окрім хімічних засобів, королева може контролювати колонію через поведінкові взаємодії, зокрема через агресивну поведінку чи домінування.

### Конфлікти між королевами в полігінних колоніях
У полігінних колоніях, де співіснує декілька королев, ієрархія може бути більш складною і динамічною. Конфлікти між королевами виникають за контроль над репродукцією та впливом на колонію. Такі конфлікти можуть проявлятися у фізичних сутичках, взаємному придушенні або через посередництво робочих мурах, які можуть підтримувати одну з королев для збереження гармонії в колонії. У деяких випадках відбувається конкуренція за виживання, і лише кілька королев зберігають репродуктивну функцію, тоді як інші або гинуть, або залишають колонію.

## Способи утворення нової колонії
Формування нової колонії є ключовим етапом життєвого циклу мурах і може відбуватися кількома способами, що відрізняються залежно від виду, екологічних умов та соціальної структури колонії. Основні способи включають незалежну та залежну фундацію (заснування колонії).

### Незалежна фундація (індепендентна)
Цей тип характерний для багатьох видів з моногінічною соціальною структурою, де одна самка (королева) самостійно ініціює заснування колонії після шлюбного польоту. Королева обирає відповідне місце, викопує камеру і відкладає перші яйця. Протягом цього періоду вона живе за рахунок внутрішніх запасів поживних речовин, накопичених у тілі, зокрема шляхом резорбції м’язів крил після їх втрати. Такий спосіб називають клаустральною фундацією, коли королева повністю ізолюється від зовнішнього середовища до появи першого покоління робочих мурах.
У деяких випадках трапляється напівклаустральна фундація, коли королева змушена залишати гніздо для пошуку їжі, оскільки її внутрішніх ресурсів недостатньо для виховання потомства.

### Залежна фундація (соціальна)
Цей спосіб передбачає участь інших членів колонії у процесі формування нового гнізда. Зазвичай нова колонія формується шляхом розщеплення материнської колонії, коли одна або кілька королев разом із групою робочих особин відокремлюються і засновують нове поселення. Такий механізм часто спостерігається у полігінних видів. Оскільки нова колонія одразу має робітників, вона не потребує тривалого періоду вразливості, характерного для незалежної фундації.
Окремим випадком залежної фундації є брунькування (англ. budding), коли відбувається поступове відділення частини колонії з утворенням нового гнізда на близькій відстані.

### Паразитичне заснування колонії
Деякі види мурах розвинули соціальний паразитизм, при якому королева проникає до вже існуючої колонії іншого виду або тієї ж популяції та витісняє або вбиває наявну королеву. Вона використовує робочих господарської колонії для виховання свого потомства. Цей спосіб поширений серед видів родів Polyergus, Lasius та Formica.

## У культурі та науці
Королева мурах як символ і науковий об’єкт посідає помітне місце у культурному просторі, біологічних дослідженнях і науковій популяризації соціальної поведінки комах.

### У культурі
Королева мурах часто зображується у художній літературі, кіно та популярній культурі як втілення влади, плодючості або тиранічного лідерства. Вона символізує жіноче лідерство в ієрархічному суспільстві, іноді в позитивному, іноді — в дистопічному або агресивному контексті.
У фантастиці мурашині королеви нерідко постають як центральні антагоністи або материнські фігури інопланетних рас (наприклад, фільм "Aliens" (1986), де образ королеви чужого має паралелі з репродуктивною функцією мурах).
У мітах і фольклорі деяких народів Південної Америки та Африки мурахи, включно з королевами, пов’язуються з працьовитістю, дисципліною та духами землі.

### У науці
Королева мурах є об'єктом інтенсивного дослідження в галузях етології, еволюційної біології, екології та генетики. Її роль у формуванні соціальної структури колонії, хімічна комунікація (через феромони), механізми контролю за розмноженням і кастовою диференціацією є ключовими темами вивчення .
Також королеви використовуються як модель для вивчення епігенетичних процесів — зокрема, як з одних і тих самих генетичних даних (у яйцях) виникають особини з кардинально різною морфологією та поведінкою (робочі, солдати, нові королеви) .
У біоміметиці (наслідуванні природи в інженерії) вивчення організації мурашиних колоній, включно з поведінкою королеви, стало основою для створення алгоритмів штучного інтелекту і розподілених систем, таких як алгоритм мурашиних колоній (Ant Colony Optimization) .

## Цікаві факти
У штаті Керала (Південна Індія) існує особливе місце — Urumbachan Kottam, присвячене мурахам. Воно має лампу, на якій щодня запалюють вогонь, а після проведення ритуалів у місцевому храмі Ганапаті частину їжі пропонують колоніям мурах. Також подається молоко та пахощі — за повір’ям, ці існування захищають людей і приносять удачу.
У деяких районах Індії (Таміл-Наду) антропоморфні мурашники (putthu) вважають оселею наґ — божественних змій. Їх поважають, обходячи навколо 9 разів, змащують куркумою, прикрашають квітами, іноді приносять дари. Вірують, що така практика сприяє здоров’ю, плодючості й захисту від негативу.
У південноамериканських країнах, зокрема Колумбії, традиційно їдять лише королев мурах Atta laevigata, відомих як hormiga culona. Збирають під час спарювання, видаляють лапки й антенки, смажать із сіллю — це частина весільних ритуалів і символічний подарунок. Така практика відома з VII століття нашої ери серед індіанців Guanes.
У Таїланді та Лаосі споживають ікру мурах (Oecophylla smaragdina), що використовується в салатах і супах, як цінне джерело білка.
У племен Сатере-Маве (Бразилія) юнаки проходять посвяту, надягаючи «рукавички» із сотень болючих bullet ants (Paraponera clavata). Їхній укус вважається дуже сильним — еквівалент пострілу — і це випробування відваги та готовності до захисту громади.
В японських, грецьких, тибетських та індіанських легендах мурахи — символи працелюбності, спільності, витривалості.
Хопі й інших племен вважали, що мурахи рятують людей під час катастроф, ховаючи їх у своїх норах.
У давньогрецькій міфології мурахи перетворились на людей — «мірмідонів» — слуг Ахілла, за наказом Зевса.
У амазонських джунглях мурахи Myrmelachista schumanni створюють великі «диявольські сади» — ділянки до 600 дерев, що контролюються колонією до 800 років. Там дерево надає домівку, а мурахи захищають його, видаляючи конкурентів. Це рідкісний приклад довготривалої симбіозу.

## Див. Також
- Мурашник
- Каста (етологія)
- Спермотека
- Еусоціальність
- Мурашина ферма